# Raymond Berenger

Raymond Berenger (Fantasiedarstellung)

Großmeisterwappen von Raymond Berenger

Raymond Berenger (lat. Remondus Berengarius; † 1374) war 1365 bis zu seinem Tod der 30. Großmeister des Johanniterordens auf Rhodos.
Es ist unklar, ob er aus der Provence oder dem Dauphiné stammte und ob er mit der Familie der Berengar aus Italien oder Katalonien (Berengar Raimund) verwandt war.
Er wird zuerst als Leutnant (Stellvertreter) seines Vorgängers Roger de Pins erwähnt.
Mit seinem Kampf gegen die Muslime erwarb er sich sowohl im Orient als auch im Okzident einen großen Ruf. Kaum von Papst Urban V. investiert, bildete er mit König Peter I. von Zypern eine geheime Allianz gegen die Mameluken, um Alexandria anzugreifen. Sie rüsteten gemeinsam eine Flotte von hundert Schiffen aus, die vierzehnhundert Ritter und zehntausend Fußsoldaten tragen konnten. Während der König von Zypern Alexandria angriff, blieb Raymond Berenger in Rhodos, um den christlichen Besitz gegen einen Angriff der Türken zu verteidigen. Alexandria wurde am 9. Oktober 1365 eingenommen, aber kurz darauf wieder aufgegeben.
Kurz danach, im Januar 1366, führte Raymond Berenger selbst eine Expedition gegen die Städte Tripolis und Tartus in Syrien, die besetzt und dann verlassen wurden.
1367 begab er sich nach Avignon zu Papst Urban V., den er auf seiner Reise nach Rom begleitete.
Infolge des Mordes an König Peter I. am 18. Januar 1369 sandte ihn der Papst Gregor XI. 1371 als Nuntius nach Zypern mit der Aufgabe, auf die Angelegenheiten des Königreichs und insbesondere die Verteidigung des neuen neunjährigen Königs Peter II. zu achten. 
Das Vordringen der Türken machte die Situation der letzten christlichen Einrichtungen im Osten jeden Tag unsicherer; Rhodos wurde unaufhörlich bedroht. Daher schickte Berenger 1373 Vertreter nach Theben zu einer Versammlung von Fürsten und Bischöfen, um weitere Mittel zu erhalten, die muslimische Macht zurückzudrängen. 
Auf seinen Antrag hin ordnete der Papst die Wiedervereinigung eines allgemeinen Kapitels in Avignon an. Berenger wünschte, dort selbst zu erscheinen. Aber der Papst lehnte dieses ab mit dem Vorwand, dass er zu alt sei und dass seine Anwesenheit auf Rhodos wegen der Gefahren notwendig sei. Berenger glaubte, dass der Papst ihm sein Vertrauen entzogen habe. Er schickte einen Botschafter nach Avignon, um seine Demission anzubieten. 
September/November 1373 fand das Kapitel unter dem Vorsitz von Jean Fernandez de Heredia, Prior von Kastilien, statt. 